# Vechta
Vechta je město v německé spolkové zemi Dolní Sasko. Je správním centrem zemského okresu Vechta.
V 2014 zde žilo 31 352 obyvatel.

## Poloha města
Sousední obce jsou: Bakum, Cappeln, Diepholz, Drebber, Emstek, Goldenstedt, Lohne a Visbek.